# Museumsdorf Seppensen
Das Museumsdorf Seppensen ist ein Freilichtmuseum in Buchholz-Seppensen im Landkreis Harburg von Niedersachsen.

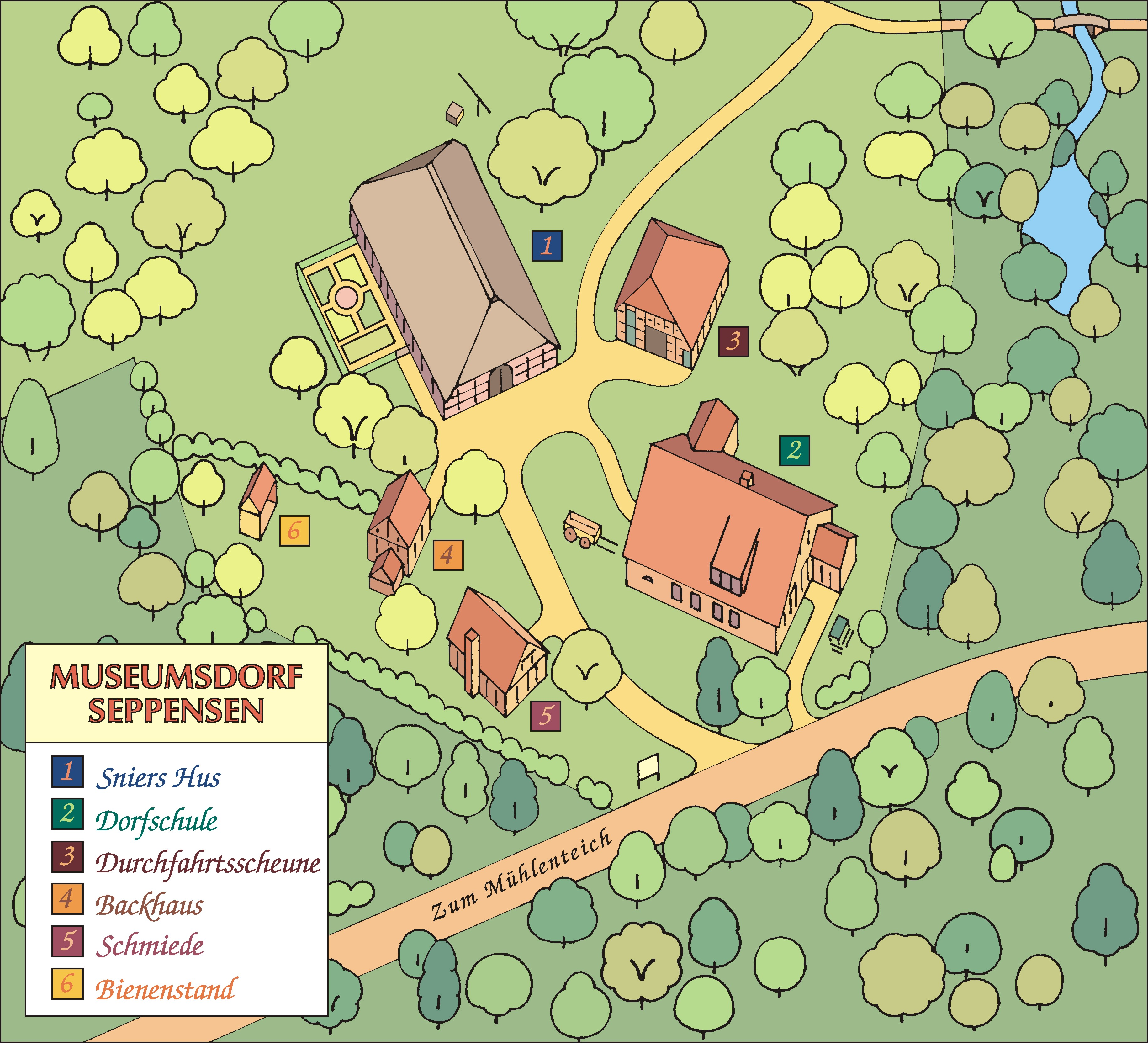
Museumsdorf Seppensen

## Geschichte und Beschreibung
Den Namen Museumsdorf Seppensen gibt es seit 2012, womit eines der jüngsten deutschen Freilichtmuseen ist. Das Museumsgelände ist frei zugänglich und wird ehrenamtlich von den Mitgliedern des Geschichts- und Museumsverein Buchholz und Umgebung e.V. betrieben.
Um einen zentralen Dorfplatz ausgerichtet befinden sich vier Fachwerkhäuser, ein Backsteinhaus und ein Bienenstand.
Die denkmalgeschützte ehemalige Seppenser Dorfschule, ein Backsteingebäude mit Pfannendach, wurde hier 1880 errichtet. Hierin gibt es im Erdgeschoss das ehemalige Schulzimmer und eine multimediale Ausstellung „Zügig in die Zukunft“. Schwerpunktthemen der Ausstellung sind die Themen Heidebauernwirtschaft und die Entwicklung der Eisenbahn mit Buchholz als Bahnknotenpunkt. Hierdurch geschah die rasante Entwicklung des Heideortes Buchholz zur heutigen Stadt mit über 40.000 Einwohnern. Im Oberschoss der Dorfschule befindet sich eine heimatkundliche Bibliothek (mit 2.550 Medieneinheiten).
Das Zweiständer-Bauernhaus (Sniers Hus) von 1696 mit Herdfeuer ohne Rauchabzug ist reetgedeckt; es wurde aus Regesbostel hierher umgesetzt. Es dient für Vereinsveranstaltungen und für Trauungen des Buchholzer Standesamtes. 
In dem um 1840 entstandenen Backhaus aus Kampen wird heute bei den regelmäßig stattfindenden Veranstaltungen Brot und Butterkuchen gebacken. 
Weiter ergänzt wurde das Ensemble durch eine 1780er erbaute, pfannengedeckte Durchfahrtsscheune aus Otter. Hierin werden heute bäuerliche Geräte gezeigt. 
Im Jahr 2013 entstand auf dem Gelände die historische Schmiede mit der Einrichtung des letzten Buchholzer Dorfschmiedes. Das Fachwerkgebäude entstand um 1800 in Lüdingen und hat dort zunächst als Backhaus gedient. In der Schmiede wird heute noch regelmäßig gearbeitet. Es werden hier häufig Vorführungen und Schmiedekurse gegeben. 
Der 2012 entstandene Bienenstand ist einem in der Heide üblichen Bienenzaun nachempfunden. Es finden hier Vorführungen insbesondere für Schulklassen und Kindergartengruppen statt.
Die Innenräume der Gebäude und die Ausstellung „Zügig in die Zukunft“ können sonntags von 14 bis 17 Uhr und nach Absprache besichtigt werden. Im Sommer ist monatlich am dritten Sonnabend Offene Tür. Es wird Butterkuchen aus dem Holzbackofen und Kaffee oder Tee zum Verzehr vor Ort angeboten. Es gibt Vorführungen in der Schmiede und der Imkerei und gelegentlich auch musikalische Darbietungen. - Im Juni findet das Dorf- und Museumsfest statt.